# 中山亜樹
中山 亜樹（なかやま あき、1977年4月2日 - ）は日本の元AV女優。
東京都出身。血液型：O型。身長：160cm。スリーサイズ：86(I70)-60-88。

## 作品

### アダルトビデオ
1997年（リリース順）
- 腰抜けドキュン!（宇宙企画）
- スペルマ侵犯（アトラス21）
- 体内汚染2（トライハート）
- Lovin You（トライハート）
- 女子校生監禁凌辱 鬼畜輪姦（アタッカーズ）オムニバス
- ブルセラ不正行為 （Wrong Doing）